# دانیال کردستانی
دانیال کردستانی (زاده ۲۹ بهمن ۱۳۷۶ در شمال) بازیکن فوتبال اهل ایران است که در پست هافبک میانی بازی می‌کند.